# 祖父が塚古墳
祖父が塚古墳（じいがづかこふん）は、長野県北安曇郡松川村にある古墳。形状は円墳。松川村指定史跡に指定されている。

## 概要
長野県北部、神戸原扇状地の南部末端付近（標高658メートル）に築造された古墳である。1879・1880年（明治12・13年）頃に発掘され副葬品が出土しているが、発掘調査は実施されていない。
墳形は円形で、直径16メートル・高さ2.5メートルを測る。墳丘外表で葺石・埴輪は認められない。埋葬施設は無袖式の横穴式石室で、南方向に開口する。明治期の発掘では石室内から多数の副葬品が出土しているが、その多くが散逸し、現在では玉・銀環・頭椎大刀などの一部が宮内庁書陵部で保管されている。築造時期は古墳時代後期の6世紀末頃と推定される。
古墳域は1983年（昭和58年）に松川村指定史跡に指定されている。

## 埋葬施設

石室俯瞰図

石室展開図

埋葬施設としては無袖式横穴式石室が構築されており、南方向に開口する。石室の平面形は狭長の羽子板状を呈し、石室の規模は長さ8.14メートル、奥壁幅1.9メートル、中央部幅2.4メートル、開口部幅1.3メートル、奥壁高さ1.8メートルを測る。石室の側壁は5-6段の乱石積みで、わずかに持ち送る。天井石は4枚が残存する（元は5枚か）。
石室内は明治期に発掘されており、玉・銀環・頭椎大刀などが宮内庁書陵部に、土器類・甲冑・刀剣類が有明山神社に納められたという。宮内庁移送分については県史調査の際に確認・報告されているが、有明山神社移送分については現在では詳らかでない。

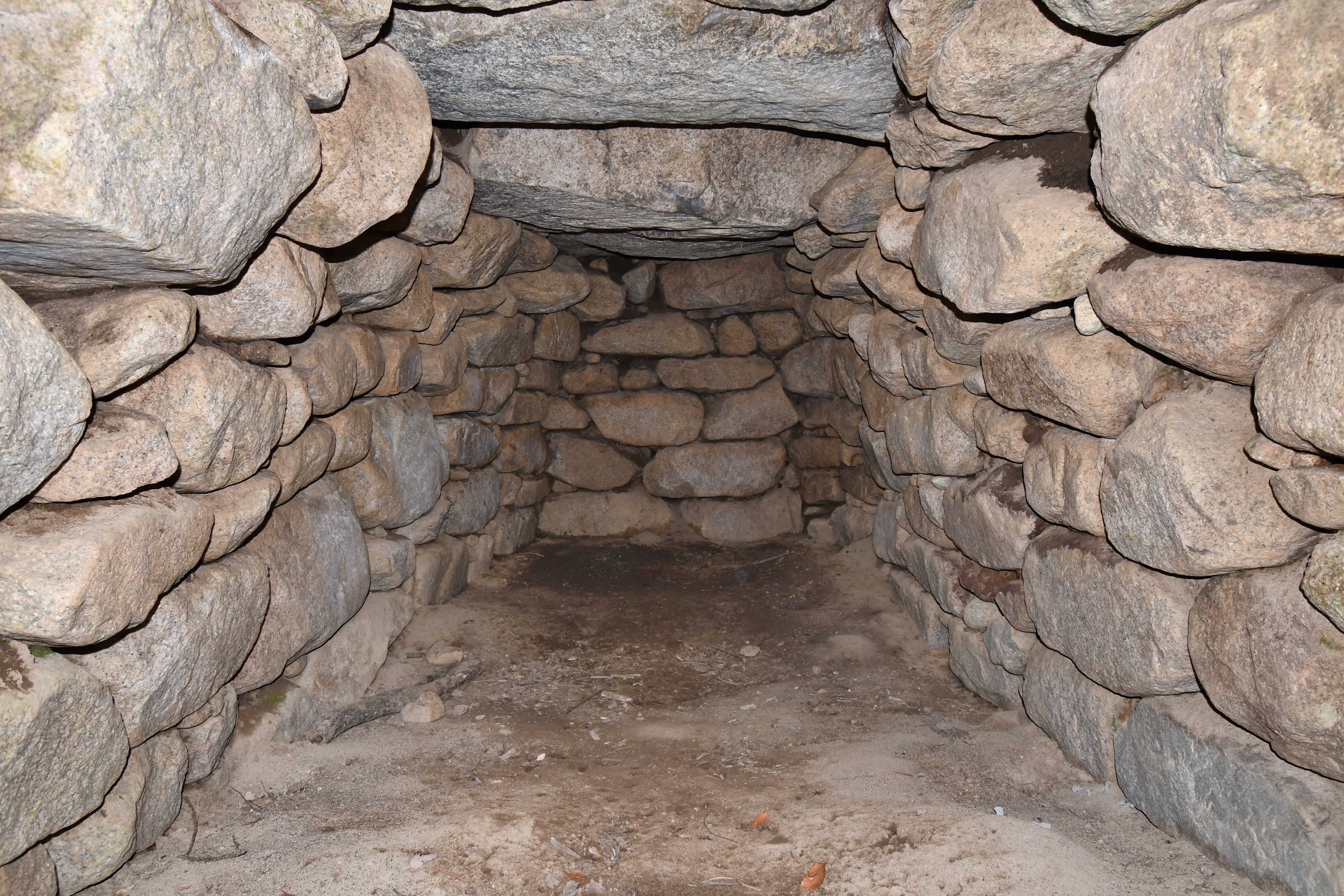
石室内部（奥壁方向）
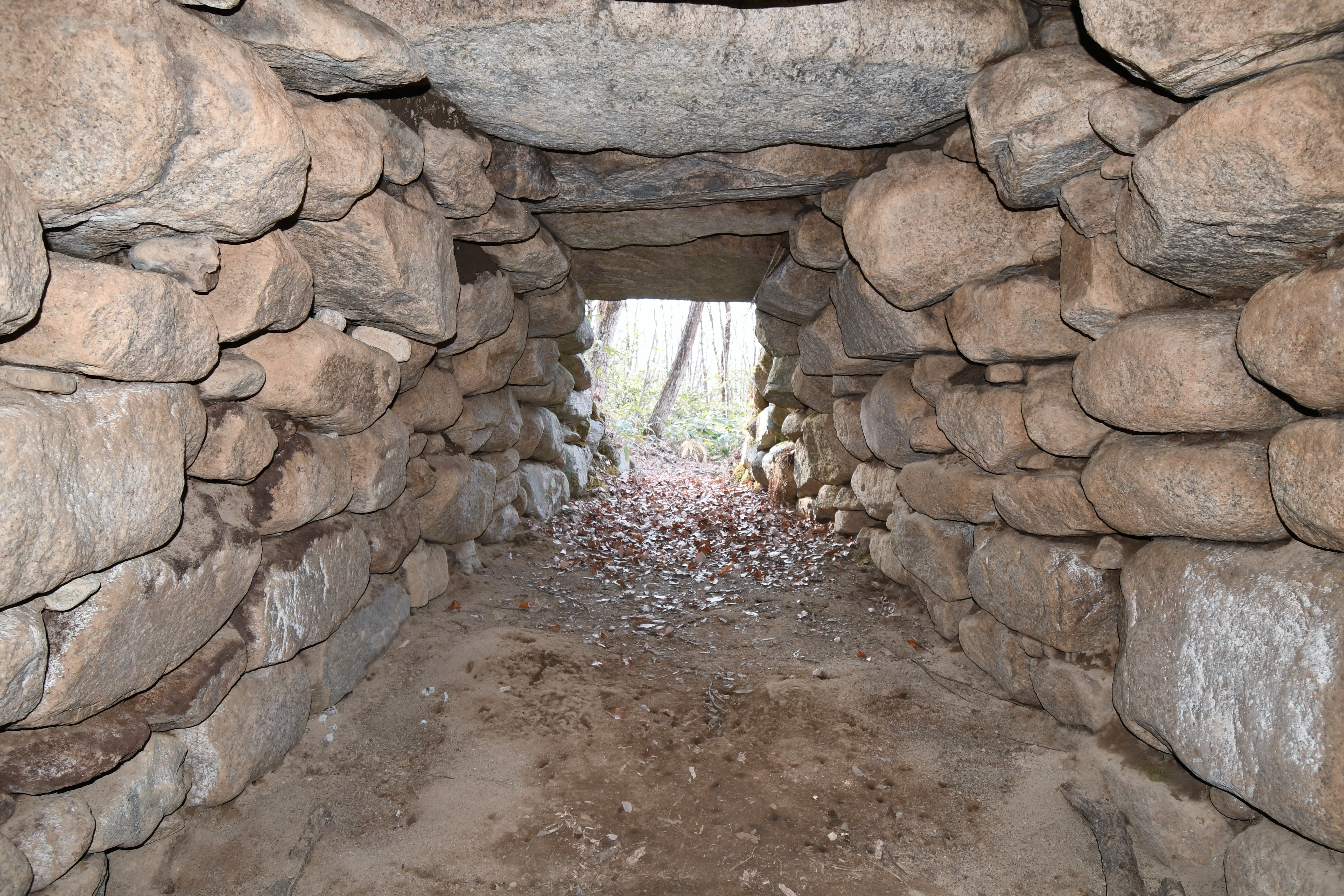
石室内部（開口部方向）
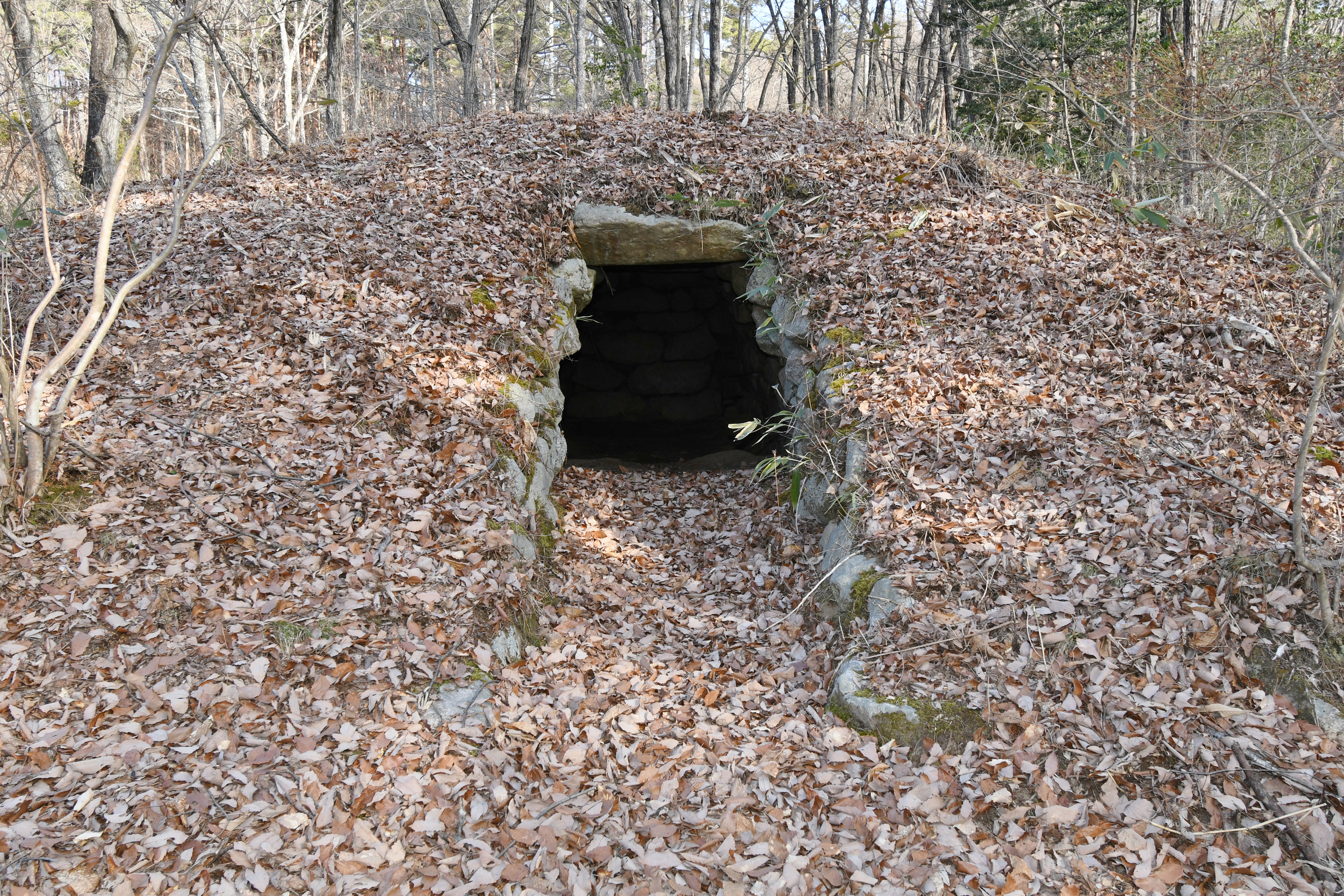
開口部

## 文化財

### 松川村指定文化財
- 史跡
  - 祖父が塚古墳 - 1983年（昭和58年）1月5日指定。